# Distretto di Pua
Il distretto di Pua (in thailandese: ปัว) è un distretto (amphoe) della Thailandia, situato nella provincia di Nan.